# Dolph Briscoe
Dolph Briscoe (Uvalde (Texas), 23 april 1923 – aldaar, 27 juni 2010) was een Amerikaans politicus van de Democratische Partij. Hij was gouverneur van Texas van 1973 tot 1979.

## Levensloop
Briscoe studeerde aan de Universiteit van Texas. Daar behaalde hij in 1943 een Bachelor of Arts. Daarna voegde hij zich bij het Amerikaanse leger en diende tijdens de Tweede Wereldoorlog in Azië. Na de oorlog keerde hij terug na Texas en werkte op een ranch.
Zijn eerste politieke stappen zette hij in het het Huis van Afgevaardigden van de staat Texas. Hij werd voor de eerste keer in 1948 verkozen en daarna tot viermaal toe herkozen. Briscoe was voorzitter van belangrijke commissies aangaande infrastructuur en landbouw.
Omdat zijn vader in 1954 overleed nam Briscoe zijn bedrijf over. Hij werd daarmee eigenaar van de grootste ranch van Texas. In 1972 was hij ook de grootgrondbezitter met het meeste land in de staat.
In 1968 stelde Briscoe zich verkiesbaar voor het gouverneurschap van Texas. Hij eindigde echter als vierde bij de Democratische voorverkiezingen. Deze werden gewonnen door Preston Smith die vervolgens ook de algemene verkiezingen wist te winnen. Vier jaar later Briscoe zich opnieuw verkiesbaar. Het blazoen van Smith was beschadigd vanwege het Sharpstown-schandaal, een bankschandaal waarbij verschillende politici waren omgekocht. Briscoe zette sterk in op de integriteit van de overheid en won de voorverkiezingen. Vervolgens versloeg hij met een kleine marge de Republikeinse kandidaat Henry Grover.
Briscoe was gouverneur in een periode dat het vertrouwen in de overheid snel afnam. Dat kwam mede door het Watergateschandaal. Briscoe voerde veel wetten door met betrekking tot ethiek. Daaronder ware ook veel wetten die moesten leiden tot meer financiële openheid en controle, een einde moest maken aan belangenverstrengeling en een betere regulatie van de lobby-industrie.
Als gouverneur had Briscoe te maken met de snelgroeiende bevolking van de staat. Daardoor kwamen er veel extra financiële middelen beschikbaar, maar stegen ook de uitgaven fors. Toch zag Briscoe de mogelijkheid om de salarissen van de leraren te verhogen met het hoogste percentage ooit. Ook stegen de salarissen van de ambtenaren die voor de staat werkte fors. Briscoe wilde liever bestaande overheidsinstanties effectiever laten werken dan nieuwe instanties in het leven roepen.
Tijdens zijn ambtsperiode werd besloten dat verkiezingen voortaan slechts om de vier jaar zouden plaatsvinden in plaats van de toenmalige twee jaar. Nadat Briscoe de verkiezingen van 1974 had gewonnen werd hij begin 1975 opnieuw gouverneur van Texas, de eerste met een termijn van vier jaar.
Briscoe stelde zich in 1978 voor een derde maal verkiesbaar voor het gouverneurschap. Binnen de Democratische Partij was er echter ook veel onvrede over hem, omdat velen vonden dat de veranderingen niet snel genoeg gingen. In 1978 benoemde Briscoe per ongeluk een dode man in een gezondheidscommissie. Daardoor werd hij een dankbaar onderwerp om de spot mee te drijven. Briscoe werd bij de Democratische voorverkiezingen verslagen door John Hill. Deze verloor op zijn beurt weer van de Republikein Bill Clements. Daarmee werd voor het eerst in 104 jaar geen Democraat gekozen als gouverneur van Texas. Volgens velen kwam dit door de onderlinge weerstand binnen die partij.
Na zijn aftreden keerde hij terug naar zijn ranch en zijn bank in Uvalde. Hij werd bekend als filantroop. Zo schonk hij vijftien miljoen dollar aan het Center for American History, dat vervolgens de naam Dolph Briscoe Center for American History kreeg.
- Gemeinsame Normdatei: 1176588753
- International Standard Name Identifier: 0000 0000 3050 1544
- Library of Congress Control Number: n79027331
- National Archives and Records Administration: 10581889
- SNAC: w6sb5mn8
- Virtual International Authority File: 18494602
- WorldCat: E39PBJvxxCWHDYDjgQkPbHb8G3